# Oružane snage Saudijske Arabije
Kraljevski Saudijske Arabije Oružanih snaga (arapski: القوات المسلحة الملكية العربية السعودية) su glavna vojna komponenta Saudijske Arabije. Glavne grane saudijskih oružanih snaga su vojska, mornarica, zrakoplovstvo i protuzračna obrana. Uz njih još djeluju Saudijska nacionalna garda, paramilitarne postrojbe i vojna obavještajna služba zvana Al Mukhabarat Al A'amah.
Ukupna veličina broji preko 200.000 aktivnog vojnog osoblja. U 2005. godini oružane snage su imale sljedeće brojno stanje: kopnena vojska 75.000, zrakoplovstvo 18.000, protuzračna obrana 16.000, mornarica 15.500 (uključujući 3.000 marinaca), nacionalna garda 75.000 aktivnih vojnika i 25.000 u plemenskim postrojbama (eng. tribal levies).
Saudijska nacionalna garda nije pričuvna jedinica vojske nego je ravnopravna s ostalim granama. Potječe od islamističke vojske zvane Ikhwan što znači "za braću" koju je vodio Ibn Saud. Od 1960-ih je privatna Abdullahova vojska i za razliku od ostatka oružanih snaga, neovisna od ministarstva obrane. Ostatak oružanih snaga nadzire ministar obrane i avijacije Salman bin Adful-Aziz al-Saud.

### Unutarnje poveznice
- Oružane snage SAD-a
- Oružane snage Irana
- Oružane snage Brazila

## Vanjske poveznice
- (arap.) Ministarstvo obrane i avijacije  Arhivirana inačica izvorne stranice od 18. prosinca 2010. (Wayback Machine), službena stranica
- (arap.) Saudijske kopnene snage  Arhivirana inačica izvorne stranice od 13. travnja 2008. (Wayback Machine), službena stranica
- (arap.) Saudijska nacionalna garda  Arhivirana inačica izvorne stranice od 27. rujna 2007. (Wayback Machine), službena stranica
- (arap.) Strateške raketne snage  Arhivirana inačica izvorne stranice od 15. siječnja 2013. (Wayback Machine), službena stranica
- (arap.) Središnja obavještajna služba  Arhivirana inačica izvorne stranice od 3. studenoga 2013. (Wayback Machine), službena stranica